# Bernardino de Mendoza

Bernardino de Mendoza

Bernardino de Mendoza (* 1540 in Guadalajara; † 3. August 1604 in Madrid) war ein spanischer Diplomat und Schriftsteller.

## Leben
Zehnter Sohn von Alonso Suárez de Mendoza, III. Graf von Coruña und Vicomte von Torija, und Juana Jiménez de Cisneros. Bruder von Lorenzo Suárez de Mendoza. Nach Beendigung seines Studiums an der Universität Alcalá (1557) ging Mendoza in die Armee und nahm an den Mittelmeerfeldzügen teil. Fernando Álvarez de Toledo, Herzog von Alba verwendete ihn 1567 für eine diplomatische Mission in Italien und betraute ihn auch mit wichtigen militärischen Befehlsposten in den Niederlanden (1572–74). Mendozas erster Besuch in England fand 1574 statt. Er kehrte 1578 dorthin als ständiger Botschafter des spanischen Königs Philipp II. zurück und befasste sich in den nächsten sechs Jahren mit den inneren Angelegenheiten des Landes, unterstützte Jesuiten, die sich heimlich im Land aufhielten sowie die Anhänger der schottischen Königin Maria I. Stuart. Er stand auch mit Verschwörern gegen Königin Elisabeth I. Tudor in Verbindung.
Als er 1584 wegen seiner Verwicklung in die Throckmorton-Verschwörung zur persona non grata erklärt und ausgewiesen wurde, fasste Philipp II. das als persönliche Beleidigung auf. Mendoza wurde daraufhin nach Frankreich gesandt (1584–91), wo er ein glühender Anhänger der Katholischen Liga wurde. Seine Ausweisung gilt heute als erster Schritt für die Immunität von Diplomaten. Nach dem Sieg des französischen Königs Heinrich IV. kehrte er nach Spanien zurück, erblindete dann und verbrachte seine letzten Lebensjahre in einem Haus, welches zum Kloster der Bernardo-Mönche von Santa Ana, gehört, in dem er schrieb und übersetzte. Sein wichtigstes Werk ist „Teorica y practica de la guerra“ (1595) (Theorie und Praxis des Krieges). Es erlebte mehrere Neuauflagen.
Er wurde neben seinen Eltern in der Pfarrkirche von Torija begraben, wo seine Überreste heute unter einem einfachen lateinischen Motto ruhen: „Nec timeas, nec optes“ („Weder Angst noch Ehrgeiz“).